# Језерце при Добјем
Језерце при Добјем (словен. Jezerce pri Dobjem) је насељено место у општини Добје, Савињска регија, Словенија.

## Историја
До територијалне реорганизације у Словенији биле су у саставу старе општине Шентјур при Цељу.

## Становништво
У попису становништва из 2011. године, Језерце при Добје су имале 65 становника.
| Број становника према пописима | Број становника према пописима | Број становника према пописима |
| ------------------------------ | ------------------------------ | ------------------------------ |
| 1991                           | 2002                           | 2011                           |
| 69                             | 64                             | 65                             |

Напомена: До 1953. исказивано под именом Језерце.